# Dišeča reka
Dišeča reka (Sông Hương ali Hương Giang; 香江) je reka, ki prečka mesto Huế v osrednji vietnamski provinci Thừa Thiên-Huế. Jeseni cvetovi iz sadovnjakov gorvodno od mesta Huế padejo v vodo in dajejo reki dišečo aromo, od tod tudi vzdevek.
Porečje Dišeče reke ima največ padavin v Vietnamu.

## Izvir in povirje
Reka se napaja iz dveh izvirov, ki izvirata v gorovju Trường Sơn. Vzhodni pritok Tả Traạch teče severozahodno od vzhodnega dela gorovja Trường Sơn prek 55 impresivnih slapov. Krajši pritok Hữu Traạch gre mimo 14 divjih slapov in pomola Tuần ali Bảng Lãng, preden doseže sotočje, Bảng Lãng Fork. Reka teče proti severu mimo sedmih kraljevih grobnic dinastije Nguyễn, templjev Hòn Chén in Ngọc Trản, nato proti severozahodu skozi ravnice Nguyệt Biều in Lương Quán ter  nadaljuje proti severovzhodu.

## Srednji tok
V srednjem toku blizu vasi Kim Long na bregu reke stoji sedemnadstropna pagoda Thiên Mụ ali Linh Mụ (Pagoda nebeške dame, Hán Tự: 天姥寺), mejnik starodavnega cesarskega mesta Huế. Leta 1963 so se začeli protesti proti režimu Ngô Đình Diệma v Sajgonu. Nato Dišeča reka teče skozi mesto Huế s citadelo Huế, kjer jo prečka most Trường Tiền ali Tràng Tiền iz leta 1899, ki ga je zasnoval Gustave Eiffel. Nato sledi levi kanal Đông Ba, ki skrajša ovinek reke, in rečni otok Cồn Hến.

## Ustje
Hương Giang se izliva v laguno Tam Giang in Južnokitajsko morje blizu vasi Thuận An.

## Okolica
105 m visok hrib Ngự Bình je osupljivo simetričen. Na obeh straneh Bang Son (ravni vrh) sta dva majhna hribčka, Ta Bat Son (levi) in Huu Bat Son (desni). Ko so opazili, da Bang Son spominja na zaslon, se je dinastija Nguyễn odločila zgraditi Huế, ki je postalo znano kot njihovo "prepovedano vijolično mesto". Cesar Gia Long je odobril zasnovo geomantov, ki so izbrali to goro kot sprednji oltar mogočnega in trdnega sistema obrambnih zidov in jo preimenovali v Ngự Bình.

## Poplava
Vsako leto v času poplav naraste voda Dišeče reke, ki lahko poplavi mesto Huế in okolico. Toda zahvaljujoč naplavinam po vsaki poplavi so vrtovi, kot je Nguyet Bieu, posebnost sadja Thanh Tra; Kim Long z mangostanom (Garcinia mangostana), obrežna pobočja s koruzo ....

## Galerija
- Sončni zahod z mostom Truong Tien
- Pogled s pagode nebeške gospe
- Okrašena ladja na festivalu Huế
- Delaven slon na bregovih Dišeče reke
- Prevoz po reki Sông Hương